# Zsihovics Ferenc
Zsihovics Ferenc, olykor Zsihovits formában is (Bénye, 1814. március 19. – Pozsony, 1873. július 23.) magyar katolikus pap, egyetemi tanár és kanonok, egyházi író.

## Élete
A Pest vármegyei Bényén született. Tanulmányait Nagyszombatban és Pesten elvégezve, 1837-ben pappá szentelték. Káplán volt Gután, Szentendrén és Budapesten, 1847-től plébános Békásmegyeren, 1850-től főgymnasiumi tanár Nagyszombatban. 1854-ben szentszéki ülnök, 1858-ban lelki igazgató lett a budapesti papnevelőben. 1868-ban egyetemi tanárnak és szónoknak nevezték ki. 1873-ban pozsonyi kanonok lett, de még abban az évben el is hunyt.

## Művei
- Die Glockenweihe in der christkatholischen Kirche. Buda, 1843.
- Dícsértessék a Jézus Krisztus. Áldozat-füzér. Buda, 1844.
- Egyesüljünk Istennel. Buda, 1844.
- Programma bonarum artium in seminario. Nagyszombat, 1851.
- Dicsőség Istennek a magosságban...Közájtatosságok. Pozsony, 1852.
- Elemi latin nyelvtan. Pozsony, 1853.
- Soterion honoribus Em...Cardinalis...Scitovszky. Nagyszombat, 1853.
- Idyllion amplissimis honoribus Em. Card...Scitovszky. Nagyszombat, 1853.
- Imány. Ő. cs. s ap. kir. Fölsége.... egybekelése ünnepén. Nagyszombat, 1854.
- Andachtsbuch während der heiligen Fastenzeit. Pest, 1854.
- Pia memoria solemniorum inaugurationis almae basilicae Strigoniensis (lat., magy. és német szöveggel). Nagyszombat, 1856.
- Pia vota solemniis jubilaeis sacri sacerdoti Em...Scitovszky. Pest, 1859.
- Tessera sacerdotis Christi. Pest, 1859.
- Anbetung Gottes u. Verehrung seiner Heiligen. Pest, év n.
- Szent László király lelki és testi adakozásai. Pest, 1863.
- Szentek élete (a II. III. és IV. kötetét írta). Eger, 1863-72.
- Officium divinum. Pest, 1865. (2. k. 1893.)
- Az irgalmasság hármas iránybani gyakorlásának áldásai. Pest, 1865.
- Egyházi beszéd. Pest, 1871.